# Alfred Xuereb
Alfred Xuereb (Victoria, 14 oktober 1958) is een Maltees geestelijke en een aartsbisschop van de Rooms-Katholieke Kerk, werkzaam bij de Romeinse Curie.
Xuereb werd geboren in Victoria, op het Maltese eiland Gozo. Hij studeerde filosofie en katholieke theologie op Malta; op 26 mei 1984 werd hij priester gewijd. Daarna studeerde hij  aan de Pauselijke Faculteit Teresianum in Rome, waar hij in 1989 promoveerde.
Hierna keerde Xuereb terug naar Malta. In 1991 werd hij reeds teruggeroepen naar Rome, waar hij werd aangesteld als secretaris van de rector van de Pauselijke Lateraanse Universiteit. Vanaf 1995 was Xuereb werkzaam bij het Staatssecretariaat van de Heilige Stoel en vanaf 2000 bij de Prefectuur voor de Pauselijke Huishouding. Paus Johannes Paulus II verleende hem op 9 september 2003 de titel ereprelaat van Zijne Heiligheid.
Paus Benedictus XVI benoemde Xuereb in 2007 tot zijn persoonlijk tweede secretaris, naast Georg Gänswein, als opvolger van de tot aartsbisschop van Lviv benoemde Mieczysław Mokrzycki. Sindsdien begeleidde hij de paus op zijn reizen. In 2009 werd hij opgenomen in de Orde van Malta.
Na de verkiezing van paus Franciscus werd Xuereb in 2013 zijn persoonlijk secretaris. Op 28 november 2013 benoemde Franciscus hem tot zijn persoonlijke vertegenwoordiger bij het Instituut voor Religieuze Werken en de financiële administratie van de Heilige Stoel.
Op 3 maart 2014 werd Xuereb benoemd tot prelaat-secretaris-generaal van het Secretariaat voor de Economie.
Op 26 februari 2018 werd Xuereb benoemd tot apostolisch nuntius voor Zuid-Korea en voor Mongolië, en tot titulair aartsbisschop van Amantea; zijn bisschopswijding vond plaats op 19 maart 2018. Op 8 december 2023 werd hij benoemd tot apostolisch nuntius voor Marokko.
- Gemeinsame Normdatei: 1294010883
- International Standard Name Identifier: 0000 0004 1717 9019
- Système universitaire de documentation: 16529115X
- Virtual International Authority File: 305115003